# Lucrecia Bori
Lucrecia Bori (Valencia, 24 de diciembre de 1887-Nueva York, 14 de mayo de 1960) fue una soprano española. Su nombre completo era Lucrecia Borja y González de Riancho, pero en su estancia en Italia lo cambió por Bori.

## Trayectoria

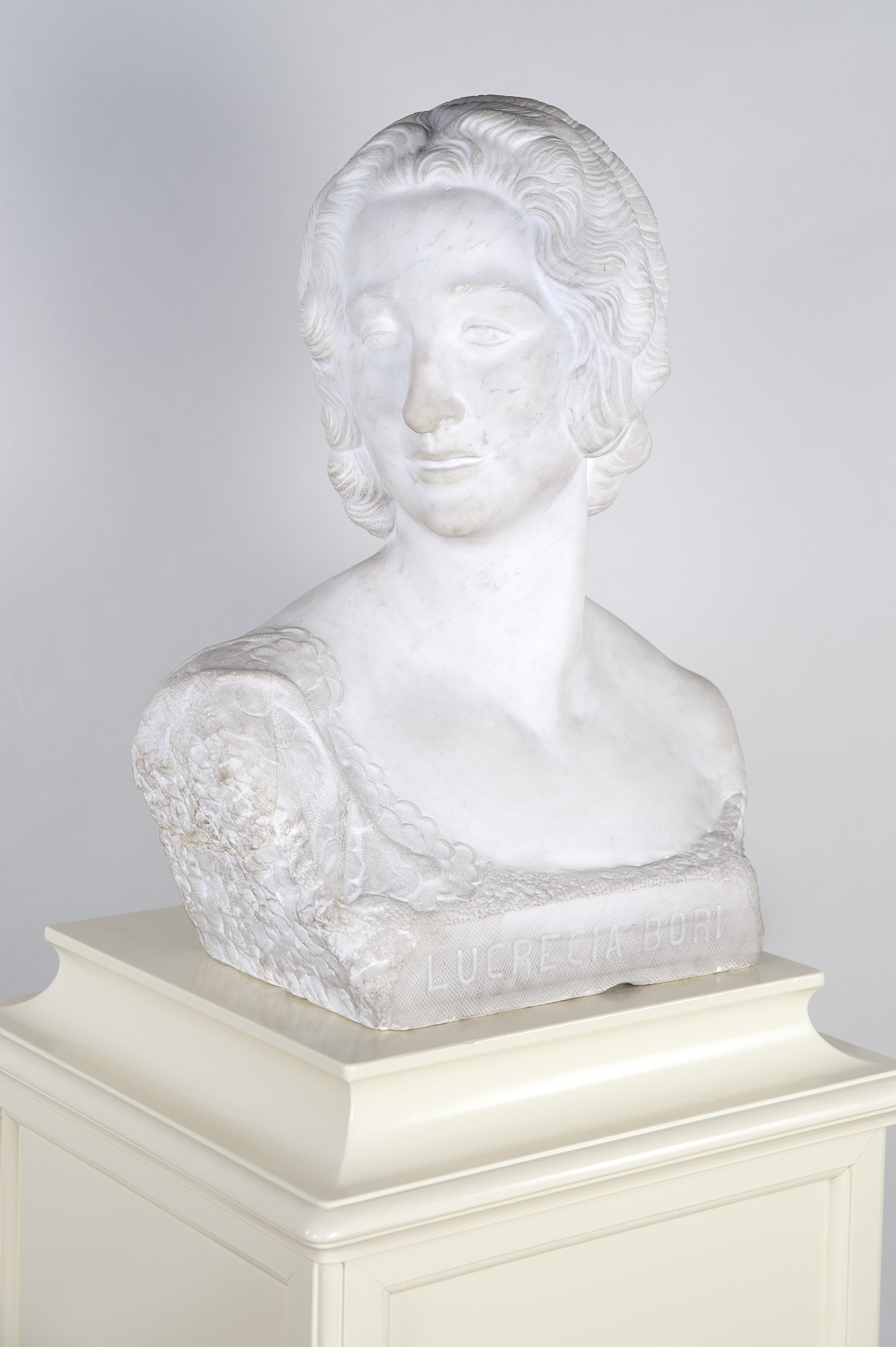
Busto de Lucrecia Bori, por Ignacio Pinazo Martínez

Lucrecia sintió desde muy temprana edad una enorme atracción por el canto y con tan sólo seis años, cantó en el Paraninfo de la Universidad de Valencia a beneficio de los huérfanos de la guerra de Cuba.
Lucrecia Borja adoptó el nombre artístico de Lucrecia Bori a instancias de la gran soprano Emma Calvé.
Estudió en el Conservatorio de Valencia y más tarde en Milán
En su ciudad natal estudió con el maestro Lamberto Alonso; posteriormente se trasladó a Milán, donde fue alumna de Melchor Vidal.
En 1908 debutó en el Teatro Adriano de Roma en el papel de Micaela, de la Carmen de Bizet. A continuación actuó en Piacenza, Varese y Génova.
Lucrecia Bori comenzó a alcanzar cierta reputación tras actuar en el Teatro del Châtelet de París y cantar, en el Teatro de San Carlo de Nápoles, Madama Butterfly de Puccini.
Intervino durante varias temporadas en el Teatro alla Scala de Milán, cantando en El matrimonio secreto de Cimarosa, El caballero de la rosa de Richard Strauss y en Romeo y Julieta de Gounod.
En noviembre de 1910 hizo su presentación en el que sería a partir de entonces, “su teatro”: el Metropolitan Opera House de Nueva York. La obra con la que se presentó, junto al tenor Enrico Caruso, fue Manon Lescaut de Puccini. 
Participó en el estreno neoyorquino de Louise de Gustave Charpentier, y L’amore dei tre re de Italo Montemezzi. Asimismo cantó más de treinta veces La vida breve de Falla.
En 1913, el director de orquesta Arturo Toscanini la eligió para cantar en Busseto el Falstaff de Verdi, con motivo del primer centenario del nacimiento del compositor.
Durante los muchos años que fue “reina del Metropólitan”, su repertorio comprendía, entre otras, las siguientes óperas: Fausto de Gounod, Mefistófeles de Boito, Manon de Massenet, Mignon de Ambroise Thomas, La hora española de Ravel, Iris de Mascagni y El amigo Fritz así mismo de Mascagni.
En 1915 estrenó en el Metropolitan Opera House, junto al barítono Antonio Scotti y bajo la dirección musical de Giorgio Polacco, la ópera L’Oracolo de Franco Leoni.
En 1930 cantó, en la Academia de Música de Brooklyn donde actuaba todos los martes la compañía del Metropólitan, La Boheme de Puccini, junto al tenor Johnson, el barítono Antonio Scotti y el bajo Léon Rothier; Mignon de Ambroise Thomas, junto al tenor Beniamino Gigli, la contralto Gladys Swarthout y el bajo Léon Rothier. De nuevo La Boheme de Puccini junto al tenor Giacomo Lauri-Volpi, el barítono Giuseppe De Luca y el bajo Ezio Pinza. Asimismo estrenó Las preciosas ridículas de Felice Lattuada, con la contralto Gladys Swarthout, el tenor Armand Tokatyan y el barítono Mario Basiola.
En el propio Metropólitan, y siempre en 1930, cantó I Pagliacci de Leoncavallo, junto al tenor Giovanni Martinelli y el barítono Giuseppe Danise. Manon de Massenet con el tenor Beniamino Gigli, el barítono Giuseppe De Luca y el bajo Léon Rothier.
En 1931 cantó en el Metropólitan La Boheme de Puccini junto al tenor Giovanni Martinelli, el barítono Antonio Scotti y el bajo Léon Rothier. La Traviata con el barítono Giuseppe Danise. Pelléas et Mélisande de Debussy junto con la contralto Marion Telva, Johnson y el barítono Lawrence Tibbett. Asimismo participó en el estreno de la ópera de Deems Taylor, Peter Ibbetson, junto a Johnson, el barítono Lawrence Tibbett y la contralto Gladys Swarthout.
En 1934 cantó en la Ópera de Boston, Pelléas et Mélisande de Debussy con la compañía del Metropólitan junto a Johnson, el bajo Ezio Pinza y el bajo Léon Rothier.
En 1936, y antes de que su voz decayera por el paso del tiempo, decidió retirarse de los escenarios. Así, el 29 de marzo, se despidió de su público neoyorquino con una gala, siendo el momento más emotivo el dúo de San Sulpicio de la Manon de Massenet que cantó junto a tenor Richard Crooks.
Pero su vinculación con el Metropolitan Opera House no acabó con su retirada de la escena, muy al contrario, a partir de 1936 murió Lucrecia Bori y volvió a nacer la Lucrecia Borja. Fundó la Sociedad de amigos del Metropólitan y a través de ella, Lucrecia se convirtió durante más de 30 años, en el “factotum” de la ópera neoyorquina. Su juicio era suficiente para que un nuevo cantante alcanzase la gloria o bien se le desestimase definitivamente. 
En 1960 murió en Nueva York de un derrame cerebral. Sus restos fueron trasladados a su Valencia natal donde hoy reposan en el cementerio municipal.

## Estilo vocal
La voz de Lucrecia no poseía un gran volumen ni era extensa en el registro alto, sin embargo sí era muy apta para expresar sentimientos íntimos y delicados; era una voz cristalina, aflautada, casi de niña. Al contrario de las sopranos ligeras de su generación, Lucrecia huyó de los excesos dramáticos y violentos.

## Discografía
El sello Lebendigide Vergangenheit editó dos discos (LV 298 y LV 1377) con intervenciones de Bori comprendidas entre 1914 y 1925. Estos registros contienen fragmentos de las siguientes óperas: La Traviata; Mignon; Louise; La Boheme de Puccini; Madama Butterfly; Don Giovanni y Romeo y Julieta de Gounod con el tenor Beniamino Gigli; Carmen y El amigo Fritz con el tenor Miguel Fleta; La doncella de la nieve de Rimski-Kórsakov, La traviata, I Pagliacci, La Boheme, Iris de Mascagni, El secreto de Susana de Wolf-Ferrari. Asimismo incluyen las siguientes canciones: el dúo de La Revoltosa de Chapí junto con el bajo Segurola, La Paloma de Iradier, Cuentos de los bosques de Viena de Johann Strauss (hijo), Vals del colibrí de Varney, La primavera de oro de Glazunov, Clavelitos de Valverde, Malagueña de Pagans, La violetera de Padilla, y una seguidilla popular.
En 1990, el sello RCA Victor editó, en coproducción con el Metropolitan, las grabaciones realizadas entre 1914 y 1936, incluyendo el dúo de La Boheme junto al tenor Tito Schipa. Asimismo dicha edición recoge algunas grabaciones posteriores a la retirada de Lucrecia Bori, como son la Malagueña de Nin, La jota y seguidilla murciana de Manuel de Falla, Consejo de Obradors y tres fragmentos de lás óperas La vida breve de Manuel de Falla, Manon de Massenet y La rondine de Puccini.